# Vẹt đen
Bruguiera sexangula  là một loài thực vật có hoa trong họ Rhizophoraceae. Loài này được (Lour.) Poir. miêu tả khoa học đầu tiên năm 1816.

## Hình ảnh

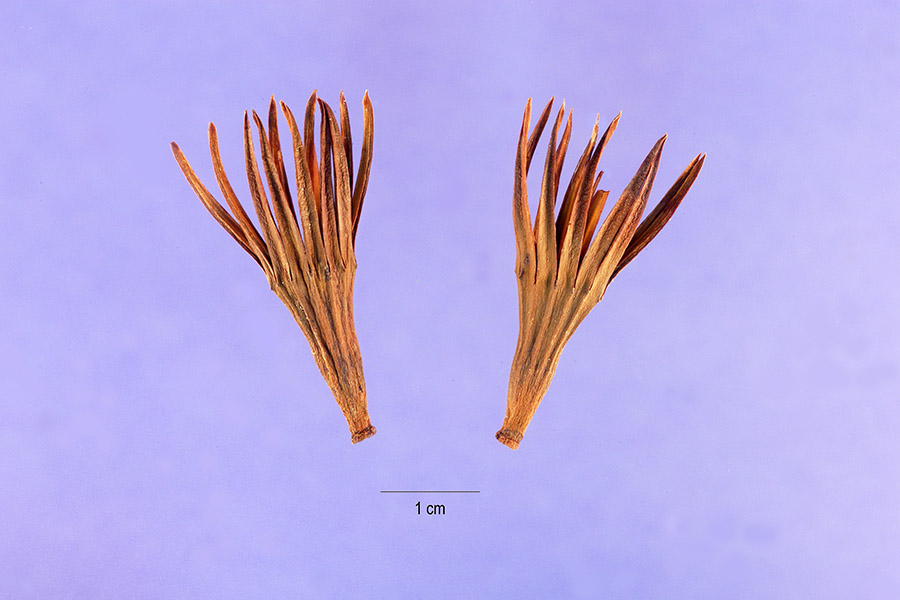